# Холмс, Одетта
Одетта Холмс (англ. Odetta Holmes; 31 декабря 1930, Бирмингем, Алабама — 2 декабря 2008, Нью-Йорк) — американская певица и политическая активистка (более известная как Одетта), которая считалась «голосом Борьбы за гражданские права» (англ. The Voice of the Civil Rights Movement) и сыграла важную роль в движении фолк-ривайвл начала 1960-х годов. Одетта приобрела известность и как актриса: она снялась в нескольких фильмах, включая «Cinerama Holiday» (1955), «Sanctuary» по одноимённому роману Уильяма Фолкнера, «The Autobiography of Miss Jane Pittman» (1974).
Первую популярность Одетте принёс в 1954 году альбом The Tin Angel, записанный с Ларри Мором и выпущенный Fantasy Records. Уже через год певица начала успешную сольную карьеру. В 1961 году песня «There’s a Hole in My Bucket», записанная ею с Гарри Белафонте, поднялась до #32 в UK Singles Chart. В том же году Мартин Лютер Кинг назвал Одетту «Королевой американской фолк-музыки». Альбом Odetta Sings Folk Songs стал одним из фолк-бестселлеров 1963 года. Значительный резонанс имело её выступление на марше борцов за гражданские права в Вашингтоне в 1963 году, где она исполнила «O Freedom». Сама певица, говоря о своём участии в движении за гражданские права, называла себя «рядовым одной большой армии».
Одетта, исполнявшая блюз, фолк, спиричуэлз, джаз, оказала заметное влияние на развитие фолк- и блюз-рока, рутс-музыки в целом; в числе основных влияний её называли Боб Дилан, Джоан Баэз, Мэвис Стэплс и Дженис Джоплин. Один из последних альбомов певицы, Gonna Let It Shine, в 2007 году был номинирован на Grammy в категории Best Traditional Folk Album. В декабре 2008 Одетта умерла в Нью-Йорке от болезни сердца.

## Дискография
- 1954 — The Tin Angel (Original Blues Classics)
- 1955 — Odetta and Larry (Fantasy)
- 1956 — Sings Ballads and Blues (Rykodisc)
- 1957 — At the Gate of Horn [live] (Empire)
- 1959 — My Eyes Have Seen (Vanguard)
- 1960 — Ballad for Americans and Other American Ballads (Vanguard)
- 1960 — Odetta at Carnegie Hall
- 1960 — Christmas Spirituals (Alcazar)
- 1962 — Odetta and the Blues (Legacy)
- 1962 — Sometimes I Feel Like Cryin'
- 1962 — At Town Hall [live]' (Vanguard)
- 1963 — Odetta Sings Folk Songs (RCA Victor)
- 1963 — One Grain of Sand (Vanguard)
- 1964 — It’s a Mighty World (RCA Victor)
- 1964 — Odetta Sings of Many Things
- 1965 — Odetta Sings Dylan (BMG)
- 1965 — Odetta in Japan (RCA Victor)
- 1967 — Odetta [1967] (Verve Folkways)
- 1968 — Odetta Sings the Blues (Riverside Records)
- 1970 — Odetta Sings (Polydor)
- 1987 — Movin' It On (Rose Quartz)
- 1998 — To Ella [live] (Silverwolf Records)
- 1999 — Blues Everywhere I Go
- 2001 — Looking for a Home (M.C. Records)
- 2002 — Women in (E)motion [live] (Tradition & Moderne)
- 2003 — Odetta [2003] (Silverwolf Records)
- 2005 — Gonna Let It Shine: A Concert for the Holidays [live] (M.C. Records)